# Dive Club
Dive Club ist eine australische Jugendserie von Steve Jaggi, die von Mai bis Juni 2021 auf 10 Shake ausgestrahlt wurde. In Deutschland wurde die Serie am 3. September 2021 auf Netflix veröffentlicht. Die Fernsehserie folgt einer Gruppe junger Taucherinnen, die sich auf die Suche nach ihrer besten Freundin machen und dabei auf ein großes Geheimnis stoßen. Gedreht wurde die Serie in Port Douglas, Queensland.

## Handlung
In der australischen Inselstadt Cape Mercy betreiben die Freundinnen Anna, Maddie, Stevie und Lauren den gleichnamigen Dive Club. Kurz vor einem heftigen Sturm findet die Gruppe bei einem Tauchgang eine alte Schatzkiste. Bevor sie diese öffnen können, zieht der Sturm auf und die Freundinnen fahren zurück zum Hafen. Da Lauren ihr Handy auf ihrem Boot Indy vergessen hat, verabschiedet sie sich von ihren Freunden und kehrt zum Boot zurück. Die Clique muss erfahren, dass Lauren nicht mehr nach Hause zurückgekehrt ist. Nach ihrem Verschwinden und dem Verschwinden des Bootes Indy machen sich die anderen auf die Suche. Unterstützung erhalten sie dabei von Izzie, Tochter eines Bauingenieurs, der nach dem Sturm auf die Insel gekommen ist, um die Stromnetze der Stadt zu reparieren. 
Parallel dazu kehrt Hayden, der ein Schiff versenkt hat und dafür drei Monate im Gefängnis gewesen ist, in die Stadt zurück. Er möchte Maddie zurückgewinnen, die ihn wegen seiner Tat verlassen hat. Sein bester Freund Henry war bis kurz vor dem Verschwinden Laurens mit dieser zusammen. Er findet auch das Boot Indy, jedoch ohne Lauren.

## Besetzung und Synchronisation
Die deutsche Synchronisation wird von der Synchronfirma Iyuno-SDI Group Germany GmbH in Berlin erstellt. Verantwortlich für die Dialogregie sowie für das Dialogbuch ist Peter Baatz-Mechler.
| Rolle              | Schauspieler      | Synchronsprecher     |
| Hauptrollen        | Hauptrollen       | Hauptrollen          |
| ------------------ | ----------------- | -------------------- |
| Maddie             | Miah Madden       | Helen Malin Blaschke |
| Lauren Rose        | Georgia-May Davis | Lisa May-Mitsching   |
| Stevie             | Sana'a Shaik      | Marie Hinze          |
| Anna               | Aubri Ibrag       | Betty Förster        |
| Izzie              | Mercy Cornwall    | Rieke Werner         |
| Nebenrollen        |                   |                      |
| Henry              | Joshua Heuston    | Amadeus Strobl       |
| Hayden             | Alexander Grant   | Fabian Kluckert      |
| Brad               | Joseph Spanti     | Patrick Baehr        |
| Camille            | Phoenix Mendoz    |                      |
| Chief Jack Rose    | Jai Koutre        |                      |
| Mayor Renee Volkov | Veronica Neave    |                      |
| Sea Dog            | John McNeill      |                      |
| Victoria Volkov    | Kate Peters       |                      |
| John Martin        | Tim Ross          |                      |
| Lucinda            | Yasmin Kassim     | Marieke Oeffinger    |

## Episodenliste
| Nr. | Deutscher Titel          | Originaltitel                    | Erstausstrahlung (USA) | Deutschsprachige Erstveröffentlichung (D/A/CH) |
| --- | ------------------------ | -------------------------------- | ---------------------- | ---------------------------------------------- |
| 1   | Die Endurance            | Chapter 1: Endurance             | 29. Mai 2021           | 3. Sep. 2021                                   |
| 2   | Die Flor de la Mar       | Chapter 2: Flower of the Sea     | 29. Mai 2021           | 3. Sep. 2021                                   |
| 3   | Die Rising Sun           | Chapter 3: The Rising Sun        | 29. Mai 2021           | 3. Sep. 2021                                   |
| 4   | SS Gothenburg            | Chapter 4: SS Gothenburg         | 5. Juni 2021           | 3. Sep. 2021                                   |
| 5   | Die Adelaide             | Chapter 5: The Adelaide          | 5. Juni 2021           | 3. Sep. 2021                                   |
| 6   | Die Dmitri Donskoi       | Chapter 6: Dimitri Donskoi       | 5. Juni 2021           | 3. Sep. 2021                                   |
| 7   | Die Mary Celeste         | Chapter 7: Mary Celeste          | 19. Juni 2021          | 3. Sep. 2021                                   |
| 8   | Die RMS Republic         | Chapter 8: RMS Republic          | 19. Juni 2021          | 3. Sep. 2021                                   |
| 9   | Die Nemesis              | Chapter 9: Nemesis               | 19. Juni 2021          | 3. Sep. 2021                                   |
| 10  | Die Admella              | Chapter 10: Admella              | 26. Juni 2021          | 3. Sep. 2021                                   |
| 11  | Die Black Swan           | Chapter 11: Black Swan           | 26. Juni 2021          | 3. Sep. 2021                                   |
| 12  | Die Queen Anne's Revenge | Chapter 12: Queen Anne's Revenge | 26. Juni 2021          | 3. Sep. 2021                                   |